# Koprivno (Dugopolje)
Koprivno falu Horvátországban Split-Dalmácia megyében. Közigazgatásilag Dugopoljéhez tartozik.

## Fekvése
Splittől légvonalban 13, közúton 20 km-re északkeletre, községközpontjától 5 km-re északnyugatra a dalmát Zagora területén, a Zágrábot Splittel összekötő 1-es számú főúttól nyugatra fekszik. Északról hegyek védik a hideg szelektől, míg délről egész nap fürdik a napfényben. Határa a karsztos táj jellegzetes példája.

## Története
Koprivno első írásos említése 1371-ben a spalatoi káptalan oklevelében történt. Később 1443-ban Tallóci Péter bán Sinjben kiadott oklevelében is szerepel. A rendelkezésre álló adatok alapján úgy tűnik, hogy a középkorban sem temploma, sem kápolnája nem volt. A török 1524-ben foglalta el a dugopoljei mező településeivel együtt. A török uralom idején muzulmán és pravoszláv lakosság települt a területére. A felszabadító harcok során 1684-ben szabadult fel a település, majd 1687-ben a velencei hatóságok kezdeményezésére a ferences atyák vezetésével a török uralom alatt maradt boszniai Rámából a térségbe jelentős számú új keresztény lakosság érkezett. A település régi templomának építési ideje nem ismert, valószínűleg a 18. században építették. A dicmoi plébánia filiája volt. Amikor Cupilli érsek 1709-ben meglátogatta a dicmoi plébániát Pavao plébános megjegyezte, hogy a plébániának a Szent Jakab plébániatemplomon kívül nincs másik szakrális építménye. Tehát a templomot később építették. A velencei uralomnak 1797-ben vége szakadt és osztrák csapatok vonultak be a Dalmáciába. 1806-ban az osztrákokat legyőző franciák uralma alá került, de Napóleon lipcsei veresége után 1813-ban újra az osztrákoké lett. 1836-ban a püspöki vizitáció már megemlíti a Mindenszentek templomot, melynek fenntartásához föld és évi 36 forint összeg állt rendelkezésre. 1856-ban Koprivno kivált a dicmo donjei plébániából és önálló plébániává vált. Ettől kezdve a dicmo donjei plébániáról állított káplánok látták el szolgálatát. 1857-ben 224, 1910-ben 310 lakosa volt. 1901-ben felépült a település új plébániatemploma. 1918-ban az új szerb-horvát-szlovén állam, majd később Jugoszlávia részévé vált. A második világháború idején a Független Horvát Állam része lett, majd a szocialista Jugoszláviához tartozott. 1991 óta a független Horvátország része. 2011-ben a településnek 272 lakosa volt, akik hagyományosan mezőgazdasággal és állattartással foglalkoznak.

## Lakosság
| Lakosság változása | Lakosság változása | Lakosság változása | Lakosság változása | Lakosság változása | Lakosság változása | Lakosság változása | Lakosság változása | Lakosság változása | Lakosság változása | Lakosság változása | Lakosság változása | Lakosság változása | Lakosság változása | Lakosság változása | Lakosság változása |
| ------------------ | ------------------ | ------------------ | ------------------ | ------------------ | ------------------ | ------------------ | ------------------ | ------------------ | ------------------ | ------------------ | ------------------ | ------------------ | ------------------ | ------------------ | ------------------ |
| 1857               | 1869               | 1880               | 1890               | 1900               | 1910               | 1921               | 1931               | 1948               | 1953               | 1961               | 1971               | 1981               | 1991               | 2001               | 2011               |
| 224                | 253                | 264                | 276                | 292                | 310                | 335                | 338                | 349                | 331                | 354                | 326                | 274                | 241                | 249                | 272                |

## Nevezetességei
A Mindenszentek tiszteletére szentelt római katolikus plébániatemploma 1901-ben épült a régi, kisebb templom helyén az egyház és a helyi hívek támogatásával. A templomhajó 12 méter hosszú és 7 méter széles, a szentély 5 méter hosszú és ugyanilyen széles. A homlokzaton a bejárat felett körablak látható, az oromzaton álló harangtoronyban három harang van. A hajó oldalfalain két félköríves ablak található és ugyanilyen ablakok vannak az apszisban is, de kisebb méretben. A kőből épített oltáron a Mindenszentek oltárképe áll, mögötte kis sekrestye található. A diadalív felett triptichont találunk Krisztus és a horvát szentek alakjaival, mely Petar Jakelić festőművész alkotása. A templom körül található a falu temetője.